# 4. oklepni polk (Italija)
4. oklepni polk (izvirno italijansko 4º Reggimento di Bersaglieri) je oklepni polk (Kraljeve) Italijanske kopenske vojske.

## Zgodovina
Med drugo svetovno vojno je polk deloval v Severni Afriki in Italiji.